# Moshe Katsav
Moshe Katsav (født 5. december 1945 i byen Yazd i Iran) var en israelsk politiker og præsident.

## Liv og karriere
Moshe Katsav immigrerede med familien til Israel i 1951.
Han er medlem af det konservative parti Likud.
- Borgmester i Kiryat Malachi 1969 og 1974 – 1981.
- Arbejdsminister 1984 – 1988.
- Transportminister 1988 – 1992.
- Vicepremierminister og minister for turisme 1996 – 1999.
- Præsident 2000.

Knesset valgte Moshe Katsav som Israels præsident med stemmerne 63 – 57 i en kampafstemning mod tidligere premierminister Shimon Peres.

### Anklagerne om sexchikane (2006-2007)
I juli 2006 har der været en række anklager om, at Katsav har (eller havde) en vane med at opføre sig ukorrekt over for kvinder, og i flere tilfælde er det direkte beskrevet som sexchikane. Hele sagen udspiller sig for tiden i den israelske presse.
Katsavs hjem er blevet ransaget, han dukkede ikke op til den traditionelle åbningstale i Knesset, og flere parlamentsmedlemmer anbefaler, at man fratager ham hans immunitet og rejser officielle anklager mod ham, da anklagerne vurderes at være solide. Senest har landets rigsadvokat anbefalet præsidenten at nedlægge sit hverv, så længe sagen kører. Selv afviser han alle anklager og kalder det justitsmord.
24. januar 2007 bekendtgjorde Katsav, at han ville suspendere sig selv midlertidigt fra sit embede, efter det kom frem, at der er grundlag for at rejse tiltale mod ham for voldtægt og andre seksuelle overgreb.